# Mauesia acorniculata
Mauesia acorniculata är en skalbaggsart som beskrevs av Júlio 2003. Mauesia acorniculata ingår i släktet Mauesia och familjen långhorningar. Inga underarter finns listade i Catalogue of Life.